# Воронино (Мосальский район)
Воронино — деревня в Мосальском районе Калужской области России. Является административным центром сельского поселения «Деревня Воронино».

## География
Деревня находится на юго-западе Калужской области, на расстоянии 79 километров от Калуги и 221 километров от Москвы. Находится на расстоянии 179 метров над уровнем моря.

### Климат
Климат умеренно континентальный с резко выраженными сезонами года: умеренно жарким и влажным летом и умеренно холодной зимой с устойчивым снежным покровом. Средняя температура июля до +21, января от −12 °C до −8. Тёплый период (с положительной среднесуточной температурой) длится 220 дней.

### Часовой пояс
Деревня Воронино, как и вся Калужская область, находится в часовой зоне МСК (московское время). Смещение применяемого времени относительно UTC составляет +3:00.

## Население
| 2002 | 2010 |
| ---- | ---- |
| 255  | ↘224 |

По данным Всероссийской переписи населения 2010 года в гендерной структуре населения мужчины составляли 48,2 %, женщины — соответственно 51,8 %.
Согласно результатам переписи 2002 года, в национальной структуре населения русские составляли 99 %.

## Достопримечательности
Возле леса у деревни Воронино находится братская могила советских солдат погибших во время Великой Отечественной войны. В 1954 году над могилой сооружён холм покрытый дёрном. В мае 1981 года на могильном холме сделан бетонный фундамент, на котором возведён кирпичный оштукатуренный постамент. На нём установлен памятник — двухметровая бетонная скульптура, изображающая медсестру, держащую на колене раненого бойца. Памятник был торжественно открыт в день победы. По обеим сторонам памятника посажены ели. Территория окружена металлической оградой, внутри ограды цветник. Всего в могиле покоится прах 464 советских воинов.